# 奥蒙德比奇
奥蒙德比奇（英語：Ormond Beach）是美国佛罗里达州沃盧西亞縣下属的一座城市。建立于1880年。面积约为75.3平方公里（约合29平方英里）。根据2010年美国人口普查，该市有人口38,137人。论人口在本州排行第65。